# Liacarus unjangensis
Liacarus unjangensis är en kvalsterart som beskrevs av Choi, Bayartogtokh och Aoki 200. Liacarus unjangensis ingår i släktet Liacarus och familjen Liacaridae. Inga underarter finns listade i Catalogue of Life.